# Алал
Алал (енгл. Alal) је у месопотамским митовима био нека врста демона који је, да би искушао људе, изашао из подземног света и попримио различите облике искушења која су становници Вавилоније могли да одбију помоћу амајлија.  

## Изглед
Халдејско-асирска уметност представља ове духове у облику чудовишта, као на вајарским рељефима палате Асурбанипал у Ниниви и у малим бронзаним и глиненим плочама куваним у облику ваљка, купа или печата. Генерално, ови демони су представљени људским телом и главом лава са отвореним чељустима, ушима пса и гривом коња. Стопала се често замењују канџама птица грабљивица. Богиња којој су се алали покоравали звала се Алат и била је жена Бога рата Нергала и сестра Астарте.